# Gruppo Verde
Il Gruppo Verde al Parlamento europeo (in inglese: The Green Group in the European Parliament) è stato un gruppo parlamentare europeo di orientamento ambientalista fondato il 25 luglio 1989 e attivo fino al 1999.

## Storia del gruppo
Il gruppo è nato da una scissione interna al Gruppo Arcobaleno, fondato nel 1984 e che raccoglieva esponenti ambientalisti, regionalisti e partiti progressisti di centro-sinistra.
Gli ambientalisti, dopo le Elezioni europee del 1989, si organizzano in un proprio gruppo, Il Gruppo Verde, che può contare su 30 europarlamentari. Per l'Italia aderiscono la Federazione delle Liste Verdi e i Verdi Arcobaleno per l'Europa, che nel 1990 formano insieme la Federazione dei Verdi e Marco Taradash, politico radicale ed eletto nella lista Lega Antiproibizionista sulla Droga e Democrazia Proletaria.

## Composizione

### III legislatura (1989-1994)
| Stato           | Partito                                                           | Europarlamentari |
| --------------- | ----------------------------------------------------------------- | ---------------- |
| Germania        | Alleanza 90/I Verdi Bündnis 90/Die Grünen                         | 8                |
| Francia         | I Verdi Les Verts                                                 | 8                |
| Italia          | Federazione delle Liste Verdi                                     | 3                |
| Italia          | Verdi Arcobaleno                                                  | 2                |
| Italia          | Democrazia Proletaria                                             | 1                |
| Italia          | Lega Antiproibizionista sulla Droga                               | 1                |
| Belgio Fiandre  | Agalev Anders gaan leven                                          | 1                |
| Belgio Vallonia | Ecolo                                                             | 2                |
| Paesi Bassi     | Partito Politico dei Radicali Politieke Partij Radikalen          | 1                |
| Paesi Bassi     | Partito Comunista dei Paesi Bassi Communistische Partij Nederland | 1                |
| Spagna          | Sinistra Basca Euskadiko Ezkerra                                  | 1                |
| Portogallo      | Partito Ecologista "I Verdi" Partido Ecologista "Os Verdes"       | 1                |

### IV legislatura (1994-1999)
| Stato           | Partito                                             | Europarlamentari |
| --------------- | --------------------------------------------------- | ---------------- |
| Germania        | Alleanza 90/I Verdi Bündnis 90/Die Grünen           | 12               |
| Italia          | Federazione dei Verdi                               | 3                |
| Italia          | La Rete                                             | 1                |
| Belgio Fiandre  | Agalev Anders gaan leven                            | 1                |
| Belgio Vallonia | Ecolo                                               | 1                |
| Irlanda         | Partito Verde Comhaontas Glas                       | 2                |
| Paesi Bassi     | Sinistra Verde GroenLinks                           | 1                |
| Lussemburgo     | I Verdi Déi Gréng                                   | 1                |
| Danimarca       | Partito Popolare Socialista Socialistisk Folkeparti | 1                |